# Пологовий туризм

Країни з громадянством за народженням:
Безумовне громадянство за народженням для осіб, народжених у країні
Громадянство за народженням з обмеженнями
Громадянство за народженням скасовано
Без громадянства за народженням

Пологовий туризм (англ. birth tourism) — практика подорожей до іншої держави з метою дітонародження в цій державі. Основна причина пологового туризму — набуття громадянства дитини в країні, де діє право громадянства за народженням (лат. jus soli). Така дитина іноді зветься «якірним немовлям (дитям)» (англ. anchor baby) з огляду на те, що її громадянство має допомогти батькам одержати постійне місце проживання в країні її народження. До інших причин пологового туризму зараховують доступ до державної шкільної освіти, охорони здоров'я, спонсорство для батьків у майбутньому, убезпечення від корупції та політичної нестабільності в рідній країні батьків. Одними з популярних напрямків такої подорожі є США і Канада та певною мірою Гонконг, куди прямують деякі громадяни материкового Китаю з метою народити та здобути право на проживання там таких дітей.
У намаганні відбити бажання до пологового туризму Австралія, Франція, Пакистан, Ірландія, Нова Зеландія, ПАР і Велика Британія в різний час змінювали свої закони про громадянство, переважно надаючи громадянство за народженням лише за умови, що принаймні один із батьків є громадянином країни або законним постійним мешканцем, який проживає в країні протягом кількох років. Німеччина ніколи не надавала безумовного громадянства за правом народження, але традиційно використовувала jus sanguinis, тому, відмовившись від вимоги про громадянство принаймні одного з батьків, Німеччина радше пом'якшила, ніж зробила суворішими свої закони про громадянство.
З моменту ухвалення 27-ї поправки до Конституції Ірландії у 2004 році жодна європейська країна нині не надає безумовного громадянства за правом народження, чого не можна сказати про більшість країн Америки, наприклад, США, Канаду, Мексику, Аргентину та Бразилію. В Африці безумовне громадянство за правом народження надають Чад, Лесото і Танзанія, а в Азійсько-Тихоокеанському регіоні — Фіджі, Пакистан і Тувалу.